# Maximarkt
Maximarkt (Eigenschreibweise in Kleinbuchstaben) ist eine Tochtergesellschaft von Interspar und diese wiederum von SPAR Österreich.

## Geschichte
Das Unternehmen wurde 1969 in Linz gegründet. Die Zielsetzung lag bei einem familienfreundlichen Supermarkt, welcher auch Non-Food-Artikel verkauft.
Der Eigentümer war bis 2002 die Raiffeisen Ware Austria. Im Rahmen einer Neustrukturierung wurde Maximarkt jedoch an Interspar verkauft.

## Unternehmen

### Struktur
Maximarkt hat die Rechtsform einer Gesellschaft mit beschränkter Haftung. Maximarkt (in Linz) und die Interspar (in Salzburg) haben räumlich voneinander getrennte Unternehmenssitze.

### Zahlen
Rund 125 Millionen Euro gingen in den letzten zehn Jahren als Investitionsvolumen in die Erhaltung sowie den Bau von Maximarkt-Filialen. 2002 wurden 148 Millionen Euro Umsatz erzielt. 1.300 Mitarbeiter werden von der Handelsgesellschaft beschäftigt.

## Sortiment
Das Unternehmen führt eine Auswahl an über 55.000 verschiedenen Artikeln, davon 29 Eigenmarken.
Die Biomarke mit Produkten aus Österreich lautet SPAR Natur*pur. Es stammen die über 900 Bio-Produkte von dieser Marke aus kontrolliert biologischer Herkunft.